# Ed Markey
Edward John Markey (Malden, Massachusetts, 11 juli 1946) is een Amerikaanse advocaat en politicus die sinds 2013 senator voor uit Massachusetts is. Als lid van de Democratische Partij vertegenwoordigde hij deze staat van 1976 tot 2013 in het Huis van Afgevaardigden. Tussen het Huis en de Senaat diende Markey meer dan vier decennia in het Congres.
Markey is een progressief politicus die zich heeft toegelegd op klimaatverandering en energiebeleid en van 2007 tot 2011 voorzitter was van de House Select Committee on Energy Independence and Global Warming. Markey is de auteur in de Senaat van de Green New Deal.
In 2013, nadat John Kerry was benoemd tot minister van Buitenlandse Zaken, werd Markey gekozen om de rest van Kerry's senaatstermijn uit te dienen in een speciale verkiezing van 2013. Markey versloeg Stephen Lynch in de Democratische voorverkiezingen en de Republikein Gabriel E. Gomez in de algemene verkiezingen. Markey werd in 2014 verkozen voor een volledige ambtstermijn in de Senaat. Markey won de voorverkiezingen in 2020 van Joseph Kennedy III en werd in de algemene verkiezing van 2020 met een ruime marge herkozen. Hij is de decaan van de congresdelegatie van Massachusetts, hij heeft sinds 1976 in het Congres gediend.